# Waldemar Wójcik
Waldemar Wójcik (ur. 2 lipca 1949 w Górkach) – polski inżynier i nauczyciel akademicki, profesor nauk technicznych, specjalista z zakresu optoelektroniki, przyrządów kontrolno-pomiarowych, teorii obwodów oraz teorii sterowania.

## Życiorys
Waldemar Wójcik urodził się 2 lipca 1949 w Górkach w województwie lubelskim. W 1963 rozpoczął naukę w Technikum Budowy Silników Lotniczych we Wrocławiu (przekształconym później w Lotnicze Zakłady Naukowe). Po ukończeniu szkoły średniej przez rok pracował w Wojewódzkim Zakładzie Transportu i Maszyn Drogowych w Lublinie, a następnie podjął studia na Wydziale Elektroniki Politechniki Wrocławskiej. Ukończył je w 1975, uzyskując tytuł zawodowy magistra inżyniera elektronika. W 1975 rozpoczął pracę w Wyższej Szkole Inżynierskiej w Lublinie, przekształconej następnie w Politechnikę Lubelską, gdzie doszedł do stanowiska profesora.
W 1985 uzyskał stopień doktora, habilitował się w 2001 na Politechnice Lwowskiej. Tytuł naukowy profesora otrzymał w 2009.
Był kierownikiem Katedry Elektroniki, a w latach 2006–2012 dziekanem Wydziału Elektrotechniki i Informatyki PL. Objął również stanowisko dyrektora Instytutu Elektroniki i Technik Informacyjnych na tym samym wydziale. Został także profesorem Państwowej Wyższej Szkoły Techniczno-Ekonomicznej im. ks. Bronisława Markiewicza w Jarosławiu, kierował na niej Instytutem Inżynierii Technicznej oraz Instytutem Informatyki.
Jest autorem lub współautorem około 130 prac naukowych w tym kilku monografii. Uzyskał członkostwo m.in. w Komitecie Metrologii i Aparatury Naukowej Polskiej Akademii Nauk oraz zarządzie Polskiego Towarzystwa Techniki Sensorowej, był wiceprezesem Polskiego Stowarzyszenia Pomiarów, Automatyki i Robotyki.

## Odznaczenia i wyróżnienia
Wyróżniany nagrodami rektora i nagrodami resortowymi. Odznaczony Srebrnym (1984) i Złotym (1999) Krzyżem Zasługi oraz Medalem Komisji Edukacji Narodowej (2002), a w 2011 Krzyżem Kawalerskim Orderu Odrodzenia Polski.